# El Xendra
El Xendra es una película hondureña de ciencia ficción y misterio del año 2012.

## Trama
El Xendra es una idea original del productor Juan Carlos Fanconi, basado en las descripciones  sobre el supuesto contacto extraterrestre recibidos por los peruanos Sixto Paz y Ricardo González.
La cinta fue desarrollada en los países de Centroamérica, El Xendra narra la historia de cuatro científicos centroamericanos, interpretados por los actores: Juan Pablo Olyslager (Carlos Puerto), Boris Barraza (Doc), Rocío Carranza (Marcela) y Fabián Sales (Diego), quienes tienen la tarea de investigar un evento paranormal ocurrido en la zona de la Mosquita en Honduras, luego del evento del supuesto Fin del mundo en fecha 21 de diciembre del 2012. Uno de los científicos recibe un mensaje de seres de otro mundo, que los lleva a buscar una ciudad extraterrestre oculta bajo las selvas de la región, en este caso la mítica Ciudad Blanca.

## Antecedentes
La Ciudad Blanca es una mítica ciudad, de la cual se tiene conocimiento por una leyenda tradicional, transmitida oralmente y con algunas relaciones escritas mediante misiones de los conquistadores españoles en el territorio de la Mosquitia hondureña, lo que constituye una selva impenetrable; el mismo Hernán Cortés en 1526 tuvo conocimiento de la "Ciudad Blanca" según las narraciones de los indígenas lugareños y el adelantado español escribió sobre tal esplendor al rey Carlos V, sobre el parecido y similitudes en grandeza de la "Ciudad Blanca" con la mexicana ciudad de Tenochtitlán. En 1544 el Obispo de Honduras Cristóbal de Pedraza aseveró haber cruzado la selva de la Mosquitia y haber llegado a la ciudad. Más tarde, en 1939 el estadounidense Teodore Morde mencionó haber estado en la "Ciudad Blanca". A lo largo de los tiempos se han realizado expediciones sin resultado alguno de encontrarse con tal magnífica ciudad.

## Reparto
- Juan Pablo Olyslager: Es el Doctor Carlos Puerto, un científico obsesionado por sus teorías.
- Boris Barraza: Es Doc, un veterano científico.
- Rocío Carranza: Es la doctora Marcela, una joven científica de 34 años.
- Fabián Sales: Es el doctor Diego.
- Álvaro Matute: Es el coronel Martínez.
- Diego Vázquez: Es un extraterrestre.

## Estreno de la película
El 10 de octubre de 2012 fue estrenada la película en los cines hondureños y el 26 de octubre de 2012) se estrenó en las salas de cine de la república de Costa Rica, país que ha reconocido el trabajo hondureño y uno de sus diarios, La Nación, ha publicado una buena crítica.

## Participación en festivales de cine[5]
| Número | Nombre de festival                                                 | Año  | Nominación         |
| ------ | ------------------------------------------------------------------ | ---- | ------------------ |
| 1      | Festival Ícaro de Guatemala                                        | 2013 | Premiada           |
| 2      | Feratum Film Festival México                                       | 2013 | Nominada           |
| 3      | Fantaspoa Film Festival Brasil                                     | 2013 | Nominada           |
| 4      | Jury Prize for Excellence, 38 Boston Science Fiction Film Festival | 2013 | Premiada           |
| 5      | Festival Internacional de Costa Rica                               | 2013 | Selección Oficial, |
| 6      | VI. Mittelamerikanisches Film Festival Viena 201                   | 2013 | Selección Oficial, |
| 7      | Festival Internacional de San Juan, Puerto Rico                    | 2013 | Selección Oficial, |
| 8      | Monsters & Marcians Film Festival, Canadá                          | 2013 | Selección Oficial, |